# Platanistidae
Los platanístidos (Platanistidae) son una familia de cetáceos odontocetos de la superfamilia Platanistoidea. Esta familia está conformada por dos géneros, Platanista, el cual está conformado por dos especies, y Pebanista, conformado por una sola especie:
| Familia       | Género     | Especie              | Nombres vulgares  |
| Platanistidae | Platanista | Platanista gangetica | Delfín del Ganges |
| Platanistidae | Platanista | Platanista minor     | Delfín del Indo   |
| Platanistidae | Pebanista  | Pebanista yacuruna   |                   |